# Office de Radiodiffusion-Télévision Française
Office de radiodiffusion-télévision française (Oficina de Radiodifusión televisión francesa en español, ORTF) era el organismo nacional encargado, entre 1964 y 1975, de la emisión pública de radio y televisión en Francia.

## Post II Guerra Mundial
La RDF (Radiodiffusion Française)  fundada en 1945, se formó como un monopolio público de radiodifusión. En 1949 pasó a denominarse RTF (Radiodiffusion-Télévision Française). 
Pasó a ser sustituido por la ORTF en 1964.
La cadena experimentó una fuerte competencia por parte de estaciones extraterritoriales de habla francesa, sobre todo de Radio Montecarlo (RMC), de Mónaco, de Radio Luxemburgo (posteriormente denominada RTL) y de Europe 1, de Alemania. A Radio Montecarlo se le permitió, con carácter excepcional, establecer un transmisor en territorio francés.

## Evolución de la televisión francesa
El 31 de diciembre de 1974, la ORTF fue dividida en siete partes, por cuestiones antimonopolio:
- Televisión francesa 1 (Télévision Française 1 TF1, en francés, que fue privatizada en 1987)
- Antena 2 (Antenne 2, en francés, actualmente denominada France 2)
- Francia Regiones 3 (France Régions 3, ahora France 3)
- SFP - Sociedad Francesa de Producción (producción de programas)
- INA - Instituto Nacional del Audiovisual (archivos)
- TDF - Télédiffusion de France (transmisión)
- Radio France - (Société Radio France) radio nacional e internacional francés

## La pertenencia a la Unión Europea de Radiodifusión
En 1950 el predecesor de la ORTF, RTF, había sido uno de los 23 organismos de radiodifusión de la fundación de la Unión Europea de Radiodifusión. Tras la desintegración de la ORTF en 1974, la pertenencia francesa de la UER fue transferido a la empresa de transmisión de TDF, mientras que TF1 se convirtió en un segundo miembro activo francesa. A2, FR3 y SRF se convirtieron en miembros activos suplementarios antes de finalmente convertirse en miembros de pleno derecho en 1982. En 1983 la membresía las cadenas públicas francesas fue trasladado a una organización conjunta, el Organisme français de radiodiffusion et de Télévision (OFRT). Nueve años más tarde, el OFRT fue sucedido por el Groupement des radiodiffuseurs Français de l'UER (GRF) que posee actualmente una de las membresías franceses de la UER.